# Windows Internet Name Service
A Windows Internet Name Service (WINS) egy Microsoft féle megvalósítása a NetBIOS Name Service-nek (NBNS), ami egy név szervere és szolgáltatása a NetBIOS számítógép neveknek. Tulajdonképpen a WINS a NetBIOS neveknek olyan, mint a DNS a domain neveknek. Egy központi leképezése az állomás neveknek a hálózati címekhez. Ugyanúgy mint a DNS, ez is két részre szakad, a szerver szolgáltatásra (amely kezeli a kódolt Jet adatbázist), és a TCP/IP kliens komponensre, amely kezeli a kliens regisztrációkat, a nevek megújítását, és gondoskodik a lekérdezésekről.

## Áttekintés
A hálózati cím leképezések dinamikusan frissülnek, így amikor egy kliensnek kommunikálnia kell egy másik számítógéppel a hálózatban, akkor az a legfrissebb IP címet kapja meg, ami talán nincs elküldve a DHCP szerver felé. Eltekintve ettől a WINS funkcionalitása biztosít egy módot arra, hogy a kliensek nevei egyedülállóak legyenek a hálózaton belül.
A hálózatoknak általában több mint egy WINS szerverük van, és mindegyik WINS szervernek push/pull többszörözésben kell lennie, ahol több mint kettő WINS szervernek kell lennie. A legjobb többszörözési modell a hub and spoke, így a WINS tervezése nem központi, de elosztott. Mindegyik WINS szervernél van egy teljes másolat az összes többi kapcsolódó WINS rendszer feljegyzéseiről. A WINS-ben nincs hierarchia (ellentétben a DNS-sel), de ugyanúgy, mint a DNS-nél, az adatbázisából kérdezhető le a kapcsolódási cím, és nem kell kérést közvetítenünk a hálózatba a kért címért. A rendszer így csökkenti az adatközvetítési forgalmat a hálózaton, azonban a többszörözés forgalma hozzáadható a WAN/LAN forgalmához, bár ezt a többszörözést lehet időzíteni olyan periódusokra, amikor nem terhelt a hálózat. Bármilyen WINS kliens létrehozásával tudunk regisztrálni bármilyen nevet egy WINS szerverre. E miatt a rendszer hajlamos lesz a visszaélésekre, vagy megbízhatatlan lesz.
Az összes WINS klienst konfigurálni kellene, hogy használjanak egy elsődleges WINS szervert és egy másik, másodlagos WINS szervert. A másodlagos lenne a hub szerver. Annak a beállítása, hogy melyik szervert használja, vagy a DHCP beállításokban van, vagy egy kliensenkénti megváltoztathatatlanul kódolt érték.
A Windows 2000 óta a DNS biztosítja a WINS támogatását, mint egy része az Actice Directory-nak.
Elméletben, ha a DNS elérhető, akkor a WINS-re csak akkor van szükség, ha Windows 2000 előtti klienseknek vagy szervereknek kell neveket feloldani. A valóságban, különösen nagyvállalati környezetben, az olyan alkalmazásoknak, mint az SMS 2003 1A rekord használatával, MS SQL Server 2000, és Exchange Server 2000 és 2003, szükségük van a WINS-re a teljes funkcionalitásukhoz.
A Microsoft-os WINS szerver csak egy olyan szolgáltatásként érhető el, amely egy a Windows Server családba tartozó operációs rendszeren fut. A Microsoft-os WINS klienst tudja használni minden Microsoft-os operációs rendszer, beleértve a DOS-t is. A WINS kliensek lehetnek olyan eszközök is, mint az IP telefonok és nyomtatók.

## Működés

### A WINS
A Windows Internet Name Service (WINS) a NETBIOS nevek IP címekké alakítását végzi el. Előnye a hasonló rendszerekkel szemben, hogy automatizált, nem kíván kézi beavatkozást a működése folyamán. A DNS rendszereknek ma is használatos olyan megvalósítása, ahol az adatfrissítés még mindig kézzel történik. De a DNS névfeloldás Interneten és a helyi hálózaton való elterjedése háttérbe szorította a WINS használatát. A NETBIOS üzenetszórásos névfeloldás hálózatterhelő jellemzőit a minimálisra lehet csökkenteni egy WINS kiszolgáló üzembe helyezésével.
A WINS ügyfélgépek az operációs rendszer elindítása alatt felveszik a kapcsolatot a WINS kiszolgálóval és bejegyeztetik az IP címüket. Amikor kommunikációt akarnak kezdeményezni egy másik géppel, szintén a WINS kiszolgálóhoz fordulnak, kérve a célgép IP címét. A kiszolgálói bejegyzéseknek van egy élettartama (TTL - Time To Live), amíg használhatók maradnak. Ennek lejártával a bejegyzések megszűnnek. Amikor a WINS ügyfél kilép a hálózatból (szabályosan kilépünk a Windows-ból), a lefoglalt bejegyzést felszabadítja. Ügyfél oldali szoftverek gyakorlatilag minden operációs rendszerhez rendelkezésre állnak az OS/2-től kezdve a Linux-on át valamennyi Microsoft platformig. Az adatbiztonság és rendelkezésre állás növekszik meg azzal, hogy a kiszolgálói adatbázis többszörözhető (replikálható) a kiszolgálók között.

### Több WINS kiszolgáló
Nagy általánosságban elmondható, hogy egy WINS kiszolgáló 75-85 névfeloldást és 25 IP cím - név bejegyzést tud kiszolgálni másodpercenként. Ennek a gyakorlati megvalósulása persze függ a hálózat sebességétől és a kiszolgáló hardvertől is. Javasolt 1000 gépenként egy WINS kiszolgálót telepíteni.
Egy hálózatban lehet több WINS kiszolgáló és egy ügyfélgépen is beállítható egy vagy több kiszolgáló keresése. Az első beállítottat nevezik elsődlegesnek, a többit pedig másodlagosnak. Köztük kiszolgáló oldalon nincs különbség, csak az ügyfelek különböztetik meg őket oly módon, hogy ha az elsődleges kiszolgáló nem érhető el vagy nem tudja kiszolgálni a kérést, akkor és csak akkor fordulnak a másodlagos kiszolgálókhoz.
Az ügyfélgépeken maximum 12 db kiszolgáló adható meg, erre a legritkább esetben lehet szükség. Ha egy hálózatba 20 db vagy több kiszolgálót tervezünk, a megvalósítás előtt a Microsoft azt javasolja, hogy vegyük fel a kapcsolatot a technikai tanácsadó részlegükkel (ne feledjük, hogy 1000 gépenként van szükség 1 WINS kiszolgálóra).

### A WINS proxy ügynökök (WINS Proxy Agents)
Egy WINS ügyfélgép beállítható úgy is, hogy továbbítsa a feloldási kérelmeket a kiszolgáló felé az olyan gépektől, amelyek nem képesek a kiszolgáló használatára. Ez a gyakorlatban úgy működik, hogy az ügyfelek üzenetszórást (broadcast) küldenek szét a hálózatba, a proxy ügynök ezeket veszi és továbbítja a kiszolgáló felé. A válasz szintén az ügynökhöz érkezik és innen továbbítódik a kérést intéző géphez.

### A DNS és a WINS együttműködése
A Windows 2000 Server DNS kiszolgálója együtt tud működni a hálózat WINS kiszolgálóival. Abban az esetben, amikor nem lehet egy DNS kérést feloldani, mert az nem szerepel az adatbázisban, rekurzív lekérdezések következnek. Ilyenkor más elérhető DNS kiszolgálók próbálják végrehajtani a feloldást. Ha ez is sikertelen a DNS kiszolgáló a WINS kiszolgálót kérdezi meg, oly módon, hogy a teljes DNS név (FQDN) első pontig terjedő részét - tehát elvileg a NETBIOS gépnevet - küldi el a WINS kiszolgálóhoz. 

## Fordítás
- Ez a szócikk részben vagy egészben  a   Windows Internet Name Service című angol Wikipédia-szócikk fordításán alapul.  Az eredeti cikk szerkesztőit annak laptörténete sorolja fel. Ez a jelzés csupán a megfogalmazás eredetét és a szerzői jogokat jelzi, nem szolgál a cikkben szereplő információk forrásmegjelöléseként.